# 深尾正
深尾 正（ふかお ただし、1940年5月 - ）は、日本の電気工学者。東京工業大学名誉教授。元電気学会会長。日本人として初めてIEEE William E. Newell Power Electronics Awardを受賞。

## 人物・経歴
1964年東京工業大学理工学部電気工学科卒業。1969年東京工業大学大学院電気工学専攻博士課程修了、工学博士、東京工業大学助手。1986年東京工業大学教授。1994年IEEE Fellow。1995年電気学会産業応用部門特別賞貢献賞受賞。1998年電気学会論文賞受賞。2000年IEEE-IAS Distinguished Lecturer。同年電気学会学術振興賞業績賞受賞。2001年定年退官、東京工業大学名誉教授、武蔵工業大学教授。2003年電気学会会長。2005年電気学会功績賞受賞。2006年武蔵工業大学退職。2009年日本人として初めてIEEE William E. Newell Power Electronics Awardを受賞。指導学生に千葉明東京工業大学教授など。

## 著書
- 『パワーエレクトロニクス演習』昭晃堂 1984年
- 『電気機器』実教出版 1997年
- 『電気機器入門』実教出版 1999年
- 『最新電気機器入門』実教出版 2007年
- 『電気機器・パワーエレクトロニクス通論』電気学会 2012年
- 『電気機器概論』実教出版 2015年